# Federatie (Kerk)
Een federatie in de Katholieke Kerk is een samenwerkingsverband tussen verschillende parochies.
Federaties zijn ontstaan door enerzijds de schaarste aan nieuwe priesters en anderzijds de schaalvergroting die sinds 2005 in de Belgische kerkprovincie is doorgevoerd als reactie op het dalende aantal parochianen.
Een federatie wordt geleid door een groep van priesters en diakens, met aan het hoofd een federatiepastoor.